# Jeremy Moore
Generaal-majoor Sir John Jeremy Moore KCB, GBE, MC & Gesp (5 juli 1928 - 15 september 2007) was een Brits generaal die de Britse landstrijdkrachten aanvoerde tijdens de Falklandoorlog in 1982.
Moore nam de capitulatie van de Argentijnse strijdkrachten op de Falklandeilanden in ontvangst.

## Decoraties
- Ridder Commandeur in de Orde van het Bad in 1982
- Officier in de Orde van het Britse Rijk in 1973
- Zuid-Atlantische Medaille